# Wiesbaden-Heßloch

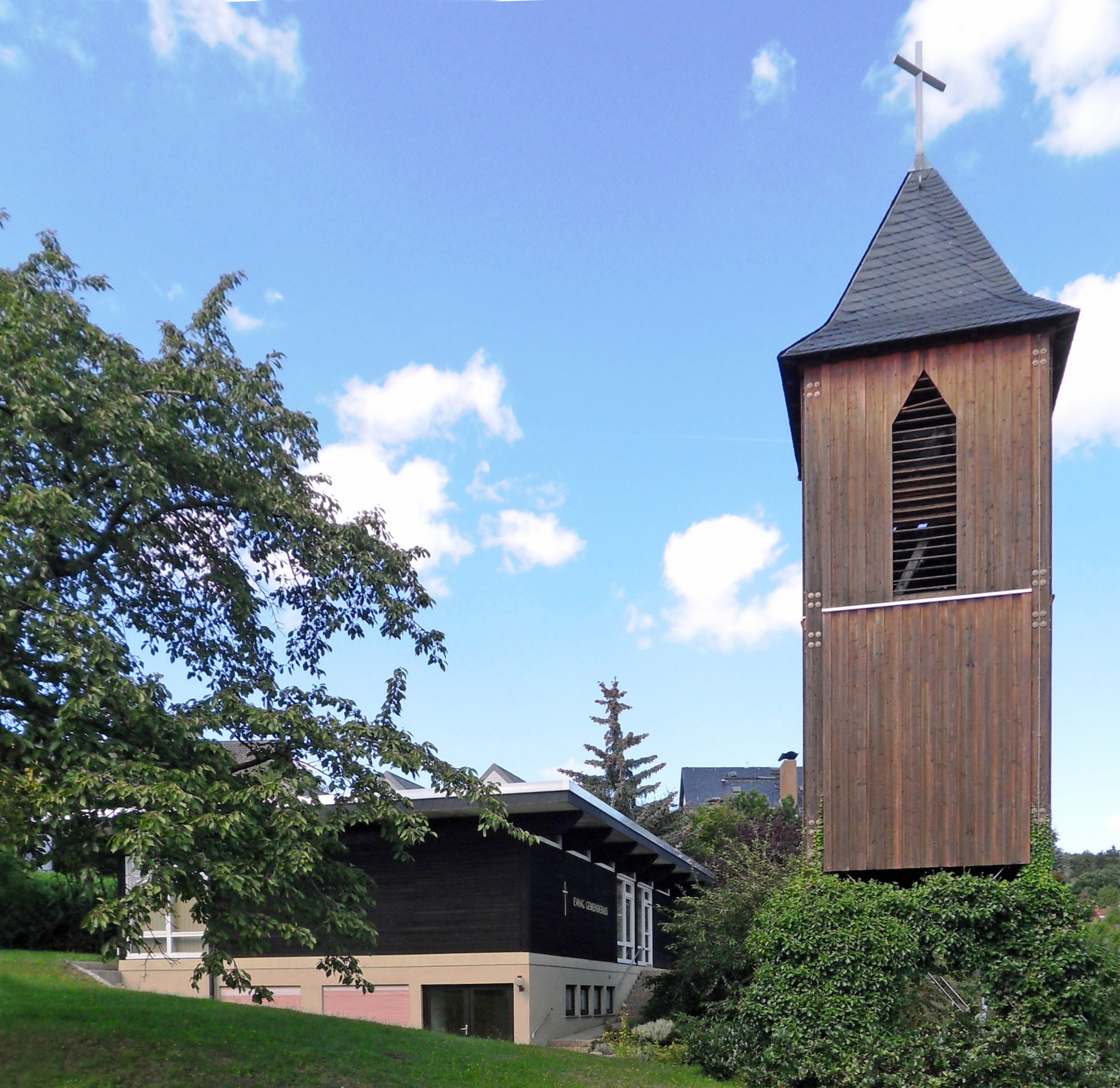
Evangelisches Gemeindehaus mit Glockenturm

Heßloch ist ein Ortsbezirk der hessischen Landeshauptstadt Wiesbaden.
Der Ort ist der kleinste Ortsbezirk Wiesbadens mit fast 700 Einwohnern und wurde am 1. April 1928 nach Wiesbaden eingemeindet.
Das Dorf am Rande des Taunus ist von Streuobstwiesen umgeben und liegt nahe der Bundesstraße 455, die von Wiesbaden zur Bundesautobahn 3 führt. Die Autobahnauffahrt ist etwa 5 km von Heßloch entfernt. Angrenzende Stadtteile sind Bierstadt, Rambach, Naurod und Kloppenheim.
Berühmtester Einwohner ist wohl der ehemalige Bundesinnenminister Manfred Kanther.

## Geschichte
Gelegentlich einer Begrenzungsangabe der seinerzeitigen Bierstadter Fronhube (Fronhof) wird der Name Heßloch (Heseloch) 1221 erstmals urkundlich erwähnt und als Wald benannt; denn vor 800 Jahren befand sich im heutigen Gemarkungsbereich nur Wald, vorwiegend Haselnusssträucher. Aus den Worten Hasel und Loch im alten Sinn von Buschwald (Loh) ist der Name der Siedlung zusammengesetzt.
Aufgrund der geringen Einwohnerzahl konnte die Gemeinde nicht die Mittel zum Bau einer eigenen Kirche aufbringen; deshalb nahmen die Heßlocher Bürger am Gottesdienst in Naurod teil oder auch in der Kreuzkapelle auf dem Sonnenberger Friedhof. Nach dem Erweiterungsbau der Kloppenheimer Kirche in den Jahren 1706 bis 1708 gingen die Heßlocher zweieinhalb Jahrhunderte lang in die dortige Kirche. Erst nach dem Zweiten Weltkrieg wurden die Gottesdienste in der Heßlocher Schule abgehalten. Erst 1976 wurde in Heßloch ein Gemeindehaus gebaut, welches nicht nur für Gottesdienste, sondern auch für Versammlungen, Feiern und Treffs genutzt wird.
Am 1. April 1928 wurde die Gemeinde Heßloch im Zuge der Auflösung des Landkreises Wiesbaden zur Stadt Wiesbaden eingemeindet. Eine lange Zeit kommunaler Selbstverwaltung, die auch eine eigene Finanzverwaltung einschloss, fand ihr Ende. Im Jahre 1934 wurde die hiesige Verwaltungsstelle aufgelöst und nach Bierstadt verlegt.
Obwohl durch Ausweisung von Neubaugebieten vergrößert und zu einem Wohnstadtteil geworden, hat Heßloch seinen ländlichen Charakter bis heute bewahren können.
Seit den 1970er Jahren konnten einige Infrastrukturprojekte verwirklicht werden: 1973 bis 1975 wurde der Sportplatz Auf der Heide ausgebaut, die Errichtung eines Alten- und Freizeitgeländes in Eigenhilfe verwirklicht, 1977 konnte der neue Fest- und Kerbplatz neben der Turnhalle fertiggestellt werden.
1982 wurde der Neubau des Feuerwehrhauses fertiggestellt. 1983 konnte der Turn- und Sportverein seine größtenteils in Eigenhilfe errichtete Turnhalle, die für Heßloch auch die Funktion eines Bürgerhauses hat, einweihen. In den 1990er Jahren konnte in Eigenleistung das Kelterhaus in der Ortsmitte gebaut und eingeweiht werden.

## Wappen
Das Ortswappen ist eine goldene Waage auf blauem Grund. Es ist dem Wappen von Wiesbaden-Breckenheim sehr ähnlich.

## Wahlergebnisse zum Ortsbeirat
Seit 1972 wird im Rahmen der Kommunalwahlen in Hessen auch der Ortsbeirat des Ortsbezirkes Heßloch gewählt. Aus den einzelnen Wahlergebnissen ergab sich jeweils folgende Sitzverteilung:
- SPD: 3
- FLH: 1
- CDU: 1

| Wahljahr | CDU | SPD | FWG Heßloch | Gesamt |
| -------- | --- | --- | ----------- | ------ |
| 2021     | 1   | 3   | 1           | 5      |
| 2016     | 2   | 3   |             | 5      |
| 2011     | 2   | 3   |             | 5      |
| 2006     | 3   | 2   |             | 5      |
| 2001     | 5   | 0   |             | 5      |
| 1997     | 3   | 2   |             | 5      |
| 1993     | 3   | 2   |             | 5      |
| 1989     | 3   | 2   |             | 5      |
| 1985     | 3   | 2   |             | 5      |
| 1981     | 3   | 2   |             | 5      |
| 1977     | 3   | 2   |             | 5      |
| 1972     | 2   | 3   |             | 5      |

## Vereine
Das Vereinsleben wird durch den Sportverein TuS Heßloch 1888 e. V. geprägt, der im Jahre 1888 gegründet wurde, sowie durch den Kerbegesellschaft KUCKUCK 1973 e. V., die Freiwillige Feuerwehr Heßloch, einen Förderverein Kelterhaus Heßloch e. V. und einen Tennisclub.